# ديفيد فريدمان (ممثل)
ديفيد فريدمان (بالإنجليزية: David Friedman)‏ مواليد 10 يونيو 1973 في لوس أنجلوس، هو ممثل أمريكي بدأ مسيرته الفنية سنة 1982.

## الأعمال
- بيت صغير على المرج (1982) (بدور: جيسون كارتر)
- قصص مدهشة (1986)

## روابط خارجية
- ديفيد فريدمان على موقع IMDb (الإنجليزية)
- ديفيد فريدمان على موقع قاعدة بيانات الفيلم (الإنجليزية)